# كلية الأمانة (أستراليا)
كلية الأمانة مدرسة إسلامية خاصة بالحرم الجامعي في بانكستاون وليفربول. كلية الأمانة مشروع طور بواسطة جمعية الأحباش الخيرية الإسلامية. شعار المدرسة ' النجاح من خلال المعرفة '. جمعية الأحباش الإسلامية أسست كلية السلامة أيضا، الواقعة في تشيستر هيل، نيو ساوث ويلز أستراليا. بدأت كلية الأمانة سنتها الأولى بمدرستها الابتدائية في الثاني من فبراير/شباط 1998. حرم بانكستاون الجامعي يتكون من مدرسة ابتدائية وساحة لعب ومسجد. حرم ليفربول الجامعي يتكون من مدرسة ابتدائية ومدرسة عليا وساحات لعب. حرم ليفربول الجامعي فيه أكثر من 200 طالب في المرحلتين الابتدائية والثانوية.
يعمل في المدرسة أكثر من 100 موظّف. انضمت كلية الأمانة إلى جمعية الأحباش الخيرية الإسلامية.

## التاريخ
أسست الكلية أولا في بانكستاون، حيث استهلت الصفوف بـ (88) طالبا في 1998 ومن هناك تطورت المدرسة بسرعة. وصل حرم بانكستاون الجامعي قدرته القصوى الآن بـ (288) في عام 2011. في عام 2002 توسعت الكلية أكثر عند افتتاح حرم ليفربول الجامعي بـ (168) طالبا. يقع حرم ليفربول الجامعي في قلب مدينة ليفربول ويهتم بـ (600) طالب ابتدائي وثانوي.